# Шек, Джонатон
Джонатон Шек (англ. Johnathon Schaech; род. 10 сентября 1969, Эджвуд, Мэриленд) — американский актёр, сценарист и режиссёр.

## Ранние годы
Шек родился Эджвуде, штат Мэриленд, в семье Джозефа (род. 1939) и Джоанны Шек (род. 1943). Отец работал в правоохранительных органах Балтимора, мать руководила подбором персонала. У него есть сестра Рене (род. 1967). У Шека есть немецкие и итальянские корни, он воспитывался как прихожанин Римско-католической церкви. Обучался в Мэрилендском университете.

## Карьера
В 1989 году в возрасте 19 лет Шек бросил университет и переехал в Лос-Анджелес. Вскоре после переезда Шек встретил уже известного к тому времени Роя Лондона, актёра и преподавателя актёрского мастерства. Шек обучался у Лондона четыре года, пока в 1993 году не получил главную роль в фильме Франко Дзеффирелли «Воробей».
Затем Шек изучал диалект, ставил голос и жестикуляцию в Королевской академии драматического искусства, а также обучался в нью-йоркской Актёрской студии. Спустя год Шек вновь вернулся в Лос-Анджелес и узнал, что его учитель, Рой Лондон, серьёзно болен, а вскоре узнал, что Дзеффирелли переозвучил его роль, не дав таким образом продемонстрировать полный диапазон актёрских возможностей Шека. Всё это разочаровало Джонатона, но он не опустил руки и вступил в труппу Electric Theatre Company.
Первый успех пришёл к Шеку благодаря роли Ксавьера Реда в независимом фильме Грегга Араки «Поколение DOOM», вышедшем в 1995 году. Затем он снялся в небольшой роли в фильме Джослин Мурхаус «Лоскутное одеяло», после чего Том Хэнкс взял его на роль амбициозного вокалиста рок-группы Wonders в свой режиссёрский и сценаристский дебют «То, что ты делаешь». После этой роли его портрет напечатали на обложке журнала Vanity Fair 1996 года.
Несмотря на пришедшую популярность Шек предпочитал сниматься в независимых фильмах, таких как «Я — Элвис, ты — Мэрилин» и «Добро пожаловать в Вуп-Вуп». Затем Шек получил роль легендарного фокусника Гарри Гудини в телефильме «Гудини», демонстрировавшегося на канале TNT. За эту роль Шек получил немало хвалебных отзывов.
В 1998 году Шек вновь отправился в Великобританию на съёмки фильма «Битва за новый мир», который получил хвалебные отзывы критиков, но так и не вышел в широкий прокат, ограничившись кинофестивальными показами. Затем Шек снимался в ряде телефильмов, таких как «Преступная кровь» с Джеймсом Кааном, «Дневник Сюзанны для Николаса» с Кристиной Эпплгейт и «Ангелы падают» с Хизер Локлир. Также Шек снимался и в телесериале «Время твоей жизни», который не продержался на телевидении и одного сезона (было показано лишь 12 из 19 эпизодов).
Также Шек и его давний товарищ Ричард Чизмар основали компанию Chesapeake Films, основной задачей которой является адаптация художественных произведений в сценарии. Первыми проектами были адаптации романов Стивена Кинга, Дугласа Клегга и Эда Гормана.

## Личная жизнь
В январе 1998 года Шек начал встречаться с актрисой Кристиной Эпплгейт. 20 октября 2001 года они поженились, а в декабре 2005 года начали бракоразводный процесс из-за «непреодолимых разногласий», который завершился 10 августа 2007 года.
В 2008 году Шек познакомился с актрисой Яной Крамер (младше его на 14 лет), с которой снялся в фильме «Выпускной». После съёмок пара начала встречаться, а с декабря 2009 года они официально объявили о своих отношениях. Пара поженилась 4 июля 2010 года в штате Мичиган (откуда родом Крамер), однако уже через месяц они расстались. В качестве причины расставания называлось то, что Крамер не понравилось жить в квартире Шека, поскольку ей там «не хватало места».
В июле 2013 года Шек женился на публицистке Джули Соломон в Оушен-Сити в Мэриленде. У супругов двое детей — сын Кэмден Куинн Шек (род. 12 сентября 2013) и дочь Лиллиан Джозефин «Лили Джо» Шек (род. 18 июля 2020).

## Избранная фильмография
| Год       |    | Русское название                   | Оригинальное название               | Роль                    |
| --------- | -- | ---------------------------------- | ----------------------------------- | ----------------------- |
| 1993      | ф  | Воробей                            | Storia di una capinera              | Нино                    |
| 1994      | с  | Приключения Бриско Каунти-младшего | The Adventures of Brisco County Jr. | Невада Купер            |
| 1994      | с  | Агентство моделей                  | Models Inc.                         | Фрэнк Томпсон           |
| 1995      | ф  | Поколение DOOM                     | The Doom Generation                 | Ксавьер Ред             |
| 1995      | ф  | Лоскутное одеяло                   | How to Make an American Quilt       | Леон                    |
| 1995      | с  | Падшие ангелы                      | Fallen Angels                       | Гарт Кэри               |
| 1996      | ф  | Ядовитый плющ 2: Лили              | Poison Ivy II: Lily                 | Гредин                  |
| 1996      | ф  | То, что ты делаешь                 | That Thing You Do!                  | Джимми Маттингли        |
| 1997      | ф  | Добро пожаловать в Вуп-Вуп         | Welcome to Woop Woop                | Тедди                   |
| 1998      | ф  | Наследство                         | Hush                                | Джексон Баринг          |
| 1999      | ф  | Роскошная жизнь                    | Splendor                            | Эйбл                    |
| 1999—2000 | с  | Время твоей жизни                  | Time of Your Life                   | Джон Магуайр            |
| 2000      | ф  | Как убить соседскую собаку?        | How to Kill Your Neighbor’s Dog     | Адам                    |
| 2001      | ф  | Ночь вампиров                      | The Forsaken                        | Кит                     |
| 2001      | с  | За гранью возможного               | The Outer Limits                    | Энди Пейс               |
| 2001      | ф  | Любовь всё меняет                  | Sol Goode                           | Хэппи                   |
| 2002      | ф  | Милашка                            | The Sweetest Thing                  | парень в кожаном пальто |
| 2004      | ф  | Иуда                               | Judas                               | Иуда Искариот           |
| 2007      | с  | Мастера ужасов                     | Masters of Horror                   | Майк Фрэнкс             |
| 2007      | тф | Ангелы падают                      | Angels Fall                         | Броуди                  |
| 2008      | тф | Организм                           | Living Hell                         | Фрэнк Сирс              |
| 2008      | ф  | Выпускной                          | Prom Night                          | Ричард Фентон           |
| 2008      | ф  | Карантин                           | Quarantine                          | Джордж Флетчер          |
| 2009      | ф  | Похороненная                       | Laid to Rest                        | Джонни                  |
| 2009      | с  | Воплощение страха                  | Fear Itself                         | Брайан                  |
| 2009      | с  | Детектив Раш                       | Cold Case                           | Джулиан Беллоуз         |
| 2010      | ф  | Мальчики-налётчики                 | Takers                              | Скотт                   |
| 2011      | ф  | 5 дней в августе                   | 5 Days of War                       | Резо Авалиани           |
| 2011      | с  | До смерти красива                  | Drop Dead Diva                      | Аарон Ховард            |
| 2011      | с  | C.S.I.: Место преступления Майами  | CSI: Miami                          | Джозеф Крамбо           |
| 2011      | ф  | Похороненная 2                     | ChromeSkull: Laid to Rest 2         | агент Селлс             |
| 2013      | с  | Список клиентов                    | The Client List                     | Грег Карлайл            |
| 2013      | с  | Рэй Донован                        | Ray Donovan                         | Шон Уокер               |
| 2014      | ф  | Геракл: Начало легенды             | The Legend of Hercules              | Тарак                   |
| 2014      | с  | Несчастные                         | Star-Crossed                        | Кастор                  |
| 2014      | ф  | Принц                              | The Prince                          | Фрэнк                   |
| 2015      | с  | Сонная Лощина                      | Sleepy Hollow                       | Соломон Кент            |
| 2015      | с  | Куантико                           | Quantico                            | Майкл Пэрриш            |
| 2015      | ф  | Добро пожаловать в рай             | Vice                                | Крис                    |
| 2016      | с  | Голубая кровь                      | Blue Bloods                         | детектив Джимми Мосли   |
| 2016      | ф  | Налётчики                          | Marauders                           | детектив Мимс           |
| 2017      | с  | Самозванец                         | Impastor                            | Курт                    |
| 2017      | ф  | Круги дьявола                      | Jackals                             | Эндрю Пауэлл            |
| 2016—2018 | с  | Легенды завтрашнего дня            | Legends of Tomorrow                 | Джона Хекс              |
| 2017      | ф  | День мертвецов: Злая кровь         | Day of the Dead: Bloodline          | Макс                    |
| 2018      | в  | Расправа                           | Reprisal                            | Габриэль                |
| 2018      | с  | Полиция Чикаго                     | Chicago P.D.                        | детектив Скотт Харт     |
| 2019      | с  | Бэтвумен                           | Batwoman                            | Джона Хекс              |
| 2020      | ф  | Ночной портье                      | The Night Clerk                     | Ник Перретти            |
| 2023      | ф  | Подходящая плоть                   | Suitable Flesh                      | Эдвард Дерби            |